# Associação Recreativa e Cultural da Universidade do Minho
A Associação Recreativa e Cultural da Universidade do Minho é uma associação cultural criada por estudantes da Universidade do Minho em 1991. Nela se inserem grupos culturais como a Tuna Universitária do Minho, os Bomboémia e o Grupo de Música Popular da Universidade do Minho, sendo composta por 6 destes grupos, encompassando ainda uma escola de música.